# Філон Тарсійський
Філон (I ст. до н. е.) — відомий свого часу давньогрецький лікар, фармаколог часів еллінізму.

## Життєпис
Є замало відомостей про життя та діяльність Філона. Він народився у місті Тарс (Кілікія). Ймовірно був мандруючим лікарем — працював в Антіохії, Александрії Єгипетській. Про Філона є згадка у Галена та Цельса. Він був відомим фармакологом, зокрема винайшов протиотруту, яка отримала навіть його ім'я — «Філонія». До того Філон був розробником крапель для лікування очей. Здобутки Філона були відомі не лише у часи еллінізму та Римської імперії, ними користувався навіть у Середньовіччя Авіценна.